# Хорации
Хорациите (Horatii) са от най-старите патриции фамилия на gens Horatia на Древен Рим, която измира още през 5 век пр.н.е. Мъжете носят името Хораций (Horatius), a жените – Хорация (Horatia).
Ливий разказва в „Ab urbe condita“ историята на
битката на Хорациите против Куриациите през 660 пр.н.е. в рамките на войната между Алба Лонга и Рим.
В по-късното време носителите на името Хораций не произлизат от патрицииската фамилия.
Известни с това име:
- Тримата братя-близнаци, които се бият с тримата близнаци от куриациите през 660 пр.н.е.
- Хораций Кокъл, народен герой към края на 6 век пр.н.е.
- Марк Хораций Пулвил, суфектконсул 509 пр.н.е., консул 507 пр.н.е.
  - Гай Хораций Пулвил, консул 477 и 457 пр.н.е.
- Марк Хораций Барбат, консул 449 пр.н.е.
- Луций Хораций Барбат, военен трибун 425 пр.н.е.
- Луций Хораций Пулвил, военен трибун 386 пр.н.е.
- Марк Хораций Пулвил, военен трибун 378 пр.н.е.
- Квинт Хораций Флак (Хорац), † 8, поет

Френският художник Жак-Луи Давид рисува през 1784 картината Клетвата на Хорациите.